# Gaiță cu creastă
Gaița cu creastă (Platylophus galericulatus) este o pasăre paseriformă din superfamilia Corvoidea, care se întâlnește în Brunei, Indonezia, Malaezia, Myanmar și Thailanda, cunoscută sub numele de „gaiță cu creastă”, deși nu este o gaiță tipică. Este singurul membru al genului Platylophus și al familiei Platylophidae. Deși în mod tradițional era plasat în familia Corvidae, taxonomia sa a fost contestată începând cu anii 2000, deoarece analizele filogenetice indică faptul că nu este un corvid adevărat, ci mai degrabă un membru bazal al radiației Corvoidea.

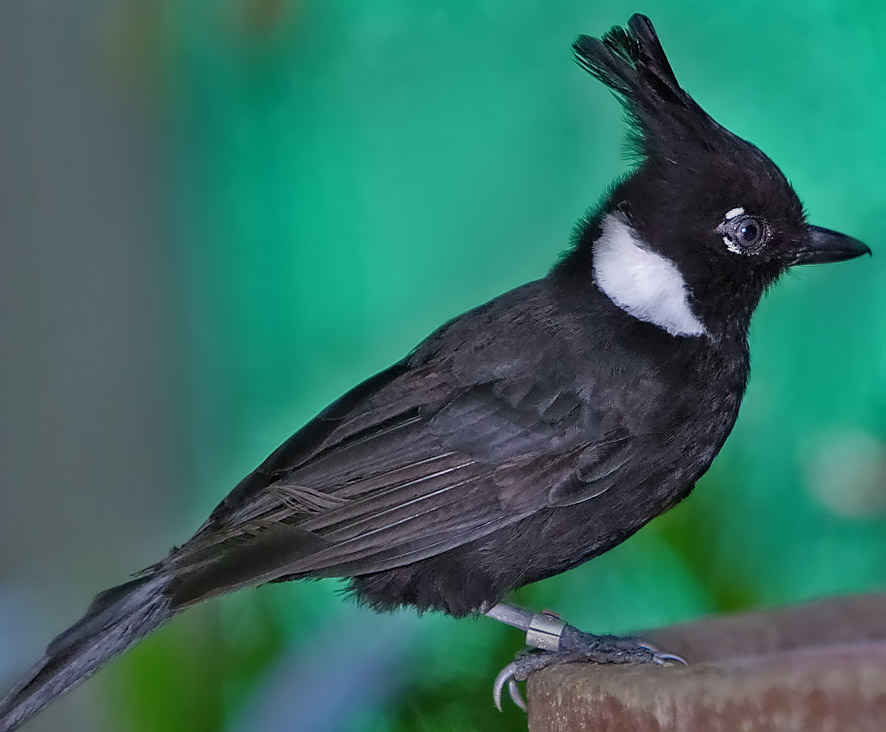
La Jurong BirdPark, Singapore

În 2019, eBird și Clements Checklist au plasat-o în propria sa familie, Platylophidae, care era nedescrisă la momentul respectiv. În 2021, familia Platylophidae a fost descrisă oficial, iar în 2022 Congresul Ornitologic Internațional a reclasificat specia în Platylophidae.
Habitatele sale naturale sunt pădurile umede subtropicale sau tropicale de câmpie și pădurile umede montane subtropicale sau tropicale din Peninsula Thai-Malay, Sumatra, Java și Borneo. Este amenințată de pierderea habitatului.